# Punta de Trafalgar
Das Fauna-Flora-Habitat-Gebiet Punta de Trafalgar (deutsch: Landzunge von Trafalgar) liegt an der Costa de la Luz im Süden von Spanien in der autonomen Region Andalusien zwischen den Ortschaften Zahora und Los Caños de Meca. Das etwa 66,5 Hektar große Schutzgebiet umfasst das Kap Trafalgar und das vorgelagerte Meeresgebiet. Der Landschaftscharakter des Gebiets an der Atlantikküste wird insbesondere durch großflächige Dünen verschiedenster Ausprägung bestimmt. Es kommen mit der Unechten Karettschildkröte und der Distel Carduus myriacanthus auch zwei prioritäre FFH-Arten im Gebiet vor.

## Schutzzweck
Folgende Lebensraumtypen nach Anhang I der FFH-Richtlinie sind für das Gebiet gemeldet:
| EU Code | * | Lebensraumtyp (offizielle Bezeichnung)                                                            | Fläche [ha] |
| ------- | - | ------------------------------------------------------------------------------------------------- | ----------- |
| 1110    |   | Sandbänke mit nur schwacher ständiger Überspülung durch Meerwasser (sublitorale Sandbänke)        | 38,99       |
| 1150    | * | Lagunen des Küstenraumes (Strandseen)                                                             | 2,48        |
| 1170    |   | Riffe                                                                                             | 252,65      |
| 1310    |   | Pioniervegetation mit Salicornia und anderen einjährigen Arten auf Schlamm und Sand (Quellerwatt) | 2,86        |
| 2120    |   | Weißdünen mit Strandhafer Ammophila arenaria                                                      | 8,37        |
| 2130    | * | Festliegende Küstendünen mit krautiger Vegetation (Graudünen)                                     | 1,85        |
| 2190    |   | Feuchte Dünentäler                                                                                | 5,69        |
| 2230    |   | Dünenrasen der Malcolmietalia                                                                     | 11,48       |
| 2250    | * | Mediterrane Küstendünen mit Wacholder Juniperus spp.                                              | 10,11       |
| 2260    |   | Dünen mit Hartlaubvegetation der Cisto-Lavenduletalia                                             | 10,84       |
| 6310    |   | Dehesas mit immergrünen Eichenarten                                                               | 0,31        |

### Arteninventar
Folgende Arten von gemeinschaftlichem Interesse sind für das Gebiet gemeldet:
| Bild | EU Code | * | Art                       | wissenschaftlicher Name | Artengruppe |
| ---- | ------- | - | ------------------------- | ----------------------- | ----------- |
|      | 1760    | * |                           | Carduus myriacanthus    | Pflanzen    |
|      | 1224    | * | Unechte Karettschildkröte | Caretta caretta         | Reptilien   |
|      | 1349    |   | Großer Tümmler            | Tursiops truncatus      | Säugetiere  |